# Richard Francis-Bruce
Richard Francis-Bruce AM (* 10. Dezember 1948 in Sydney) ist ein australischer Filmeditor.

## Leben
Sein Vater Jack Bruce war Kameramann für Cecil B. DeMille und die Famous Players-Lasky Corporation. Um in die Fußstapfen seines Vaters zu treten, bewarb sich Francis-Bruce nach Abschluss der Schule bei der Fernsehgesellschaft ABC in Sydney. Da zu dieser Zeit nur eine Stelle im Bereich Schnitt vakant war, fing er als Editor an und war von der Arbeit begeistert. 
15 Jahre lang arbeitete er fürs Fernsehen, bevor er 1983 mit Goodbye Paradise seinen ersten Kinofilm schnitt. Für The Dismissal kehrte er noch einmal kurz zum Fernsehen zurück, hier traf er das erste Mal mit Regisseur George Miller (Mad Max) zusammen. Diese Zusammenarbeit fand 1985 mit Mad Max – Jenseits der Donnerkuppel und 1987 mit Die Hexen von Eastwick ihre Fortsetzung. Der Film war seine Eintrittskarte für Hollywood, er blieb George Miller aber treu und schnitt 1989 den von ihm produzierten Hochseethriller Todesstille mit Nicole Kidman und 1992 Millers Drama Lorenzos Öl mit Nick Nolte und Susan Sarandon. 1994 wurde er aus über 30 Top-Hollywood-Editoren für Frank Darabonts Gefängnisdrama Die Verurteilten ausgesucht. Eine besondere Ehre wurde ihm 1997 zuteil, als er in die Gilde der American Cinema Editors (ACE) aufgenommen wurde.

## Filmografie (Auswahl)
- 1983: Goodbye Paradise – Regie: Carl Schultz
- 1983: Careful, he might hear you – Regie: Carl Schultz
- 1985: Mad Max – Jenseits der Donnerkuppel (Mad Max Beyond Thunderdome)
- 1986: Short Changed – Regie: George Ogilvie
- 1987: Bullseye – Regie: Carl Schultz
- 1987: Die Hexen von Eastwick (The Witches of Eastwick)
- 1988: Barracuda – Regie: Pino Amenta
- 1989: Todesstille (Dead Calm)
- 1989: Die Jugger – Kampf der Besten (The Blood of Heroes)
- 1990: Cadillac Man
- 1991: Crooked Hearts – Regie: Michael Bortman
- 1992: Lorenzos Öl (Lorenzo's Oil)
- 1993: Sliver
- 1994: Die Verurteilten (The Shawshank Redemption)
- 1994: Sprachlos (Speechless)
- 1995: Sieben (Se7en)
- 1996: The Rock – Fels der Entscheidung (The Rock)
- 1997: Air Force One
- 1999: Instinkt (Instinct)
- 1999: The Green Mile
- 2000: Der Sturm (The Perfect Storm)
- 2001: Harry Potter und der Stein der Weisen (Harry Potter and the Philosopher's Stone)
- 2002: Path to War – Regie: John Frankenheimer
- 2003: The Italian Job – Jagd auf Millionen (The Italian Job)
- 2004: Die Vergessenen (The Forgotten)
- 2007: Ghost Rider
- 2008: David & Fatima – Regie: Alain Zaloum
- 2010: Repo Men
- 2010: Kiss & Kill (Killers)
- 2010: Main Street
- 2012: Gottes General – Schlacht um die Freiheit (For Greater Glory: The True Story of Cristiada)
- 2013: Oblivion
- 2014: Die Bestimmung – Divergent (Divergent)
- 2015: Der Moment der Wahrheit (Truth)
- 2016: Ben Hur
- 2017: Fifty Shades of Grey – Gefährliche Liebe (Fifty Shades Darker)
- 2018: Fifty Shades of Grey – Befreite Lust (Fifty Shades Freed)

## Auszeichnungen und Nominierungen (Auswahl)
- 1989: Auszeichnung mit dem AFI Award (Todesstille)
- 1994: Nominierung für den Oscar (Die Verurteilten)
- 1995: Nominierung für den Oscar (Sieben)
- 1997:  Nominierung für den Oscar (Air Force One)
- 1996:  Nominierung für den ACE Eddie Award (The Rock)
- 1994:  Nominierung für den ACE Eddie Award (Die Verurteilten)
- 1997:  Nominierung für den ACE Eddie Award (Air Force One)
- 2001:  Nominierung für den ACE Eddie Award (Harry Potter und der Stein der Weisen)